# Mateo Mainery
Mateo Mainery / Maineri Carrega (apodado: Martely) (Génova ca. 1785 - Málaga, 5 de febrero de 1845), fue un corsario genovés que realizó una serie de campañas en el sur del océano Pacífico bajo la tutela de la Corona española representada por el Gobierno Colonial del Virreinato del Perú. Fue capitán del navío General Quintanilla y realizó una larga trayectoria capturando presas en las costas de Chile, Colombia, Guatemala y Perú.

## Biografía

### Comienzos
Mateo Mainery se hallaba dedicado al comercio mercante entre el Callao y Guayaquil al servicio de la casa Luzarraga del Callao. Fue en este último puerto donde contrajo matrimonio, siendo para 1813 condestable de la corbeta Nereida.
Mainery fue sorprendido realizando actos de corsario para el Virreinato cerca de la desembocadura del río Guayaquil a mediados de 1819. Fue capturado por el bergantín chileno Galvarino bajo la comandancia de Juan Tooker Spry que era parte de la Armada Chilena que componían la escuadra de la expedición libertadora del Perú a cargo de Lord Cochrane. 
Como prisionero Mainery tomó servicio en la tripulación de la fragata O`Higgins, pero bien porque estaba enfermo o que Cochrane no lo deseaba a bordo, el corsario fue remitido a Talcahuano en enero.

### En las filas de Benavides
En 1820 el caudillo realista Vicente Benavides toma la plaza de Talcahuano pasando Mainery a sus fuerzas, quien le dio el título de "Teniente primero de la Real Armada" bajo el permiso del Virrey. Benavides ya había capturado con anterioridad la fragata Dolores en la bahía de Talcahuano, de modo que la incorporación de Mainery a la resistencia realista fue aceptada de inmediato, especialmente por la propuesta de Mainery de emprender labores de corso en las costas de Arauco.
Tras realizar varias capturas en las costas araucanas junto con Benavides, el capitán Maineri reparó en el fracaso de la resistencia realista en el sur, quienes ya habían perdido importantes batallas en Talcahuano y Concepción, hasta el encuentro de Vegas de Saldias (8 y 9 de noviembre de 1821), en donde las huestes de Benavides son completamente aniquiladas.
Ante aquel panorama, un reducido grupo de realistas aprovisionó rápidamente un bote para marchar al Perú. Las desavenencias entre los jefes realistas se hicieron más graves, hasta el punto de que la tripulación se amotinó. Maineri planeó entonces entregar a Benavides a las autoridades chilenas para obtener de este modo el perdón, plan que fue consumado, siendo Benavides ajusticiado en 1822 por las autoridades chilenas.
Por su parte, Mateo Maineri fue desterrado encontrando asilo en una ocupación en Guayaquil,  donde hizo de contramaestre en la goleta mercante Cinco Hermanas.

### Corsario bajo patentes chilotas
Maineri planeaba desde hace bastante conseguir patentes de corso para realizar sus correrías por el Pacífico, así que para 1823 ya había sublevado a la tripulación del bergantín mercante que comerciaba cacao entre Guayaquil y California, dirigiéndose a Chiloé y tomando el cargo de capitán de aquella nave (ya que las autoridades del Perú estaban siendo absolutamente bloqueadas por las fuerzas de la expedición libertadora del Perú).
Para el gobernador de Chiloé, el general Antonio Quintanilla, era muy importante la inclusión de la embarcación, así como los 7000 pesos que traía, que fueron divididos entre Maineri, sus compañeros y el gobierno de la provincia, de modo que extendió inmediatamente patentes de corso para Maineri, instalándole al bergantín dos cañones en la proa, 8 en la corredera y 6 cañones cortos en la popa. Así se incorporaron a la tripulación 16 soldados, víveres y municiones, siendo bautizado el barco como General Quintanilla por Maineri para halagar al gobernador.
Al poco tiempo capturó varias embarcaciones que remitió a Chiloé, calculándose en casi trescientos mil pesos el valor de lo incautado. Con esos recursos se remuneró a la tropa, a las milicias y a las familias isleñas en general. También se otorgó patente de corso a un bergantín de 12 cañones que se bautizó como General Valdés en honor al jefe del Ejército español en el Perú, que capitaneaba un general español de apellido Michel.
En las costas del virreinato apresó una fragata, la Mackenna, que conducía a trescientos soldados y a la plana mayor del Ejército patriota de Santa Cruz derrotado en Moquegua por los realistas.
La fragata con los trescientos soldados arribó a Chiloé. Sin embargo, el bergantín General Valdés que conducía a la oficialidad patriota de más alta graduación naufragó en un temporal a la altura de Chiloé, pereciendo todos sus tripulantes y prisioneros.

### De corsario a pirata
No obstante, Mainery dirigió también capturas y desmantelamientos de un importante número de naves norteamericanas, inglesas y francesas, capturadas a lo largo de 1821 que eran completamente neutrales (cosa fuera de las licencias reservadas a la actividad de corsario), incursiones que se venían acaeciendo desde principios de sus andanzas, ya que como Benavides el corsario tenía derecho a apresar a las embarcaciones comerciales ya eran todas contrabandistas en cuanto para la Causa Realista sólo España tenía el derecho de comerciar en América.
Debido a estos actos de piratería, el jefe de las fuerzas navales de Estados Unidos, decidido a terminar la actividad corsaria, se dirigió a las costas del Perú en el Franklin y despachó a la goleta Amanda a los mares de Chiloé, sin obtener resultados positivos. 
El Gobernador Quintanilla, gracias a aquellas campañas navales, logró enviar dos embarcaciones más, una al Perú llamada El Chilote, y otra en ayuda de Benavides, mas las fuerzas británicas decidieron finalmente hacerse cargo del caso enviando para ello una expedición al mando del capitán Basilio Hall, quien se dirigió al sur a finales del año 1822, precisamente en los momentos mismos en que Benavides era completamente aniquilado en las serranías de la Cordillera.
En marzo de 1824, arribó a San Carlos, actual Ancud, la corbeta británica Mersey, cuyo comandante Ferguson reclamó la devolución de dos buques apresados de esa nacionalidad, a lo que Antonio Quintanilla se vio obligado a hacer devolución de las presas, así como a entregar las compensaciones necesarias para saldar el vergonzoso incidente con brillante cortesía.
En ese mismo año las fuerzas chilenas bajo el gobierno de Ramón Freire decidieron hacerse cargo del problema enviando tropas a la Chiloé realista de Antonio Quintanilla. La expedición contaba con cinco navíos y cuatro transportes de tropas, con 2.149 efectivos. El Quintanilla estaba para ese entonces en San Carlos de Chiloé, donde los marinos de la fragata norteamericana Huron les dieron a conocer los preparativos para la invasión de la isla, de modo que el gobernador alcanzó a reforzar la isla, haciendo fracasar así la expedición chilena en la batalla de Mocopulli.

### El fin de la travesía y la captura del corsario
Luego de la victoria, el corsario General Quintanilla volvió a las correrías capturando en Arica un bergantín francés, el Vigie, el cual fue armado improvisadamente como corsario con cuatro cañones. Este incidente produjo la intervención de la Armada Francesa a través del Capitán Bíllard, quien comandaba el buque francés Diligent que arribó a Arica ese mismo año, embarcándose al norte en busca del corsario mientras el Vigie por su parte sería interceptado luego en Arica por el Congreso de manos del comandante peruano Young en 1824, que tras una desesperada resistencia capturó a la improvisada embarcación corsaria.
La misma embarcación Congreso viajó luego a Quilca, donde se encontró con el General Quintanilla con una presa llamada Emprendedora. Mainery sostuvo un recio combate hasta que logró meterse en la pequeña y cerrada caleta, Young persiguió a Mainery al caer el viento por la tarde y se vio obligado a fondear a sotavento, en una maniobra bastante arriesgada en donde casi es capturado por unos botes armados enviados por Mainery. Sólo se salvó gracias a botes de refuerzos enviados por el Diligent, así como por una brisa breve.
Tras auxiliar al Congreso, el buque Diligent se mantuvo en Quilca en donde los agentes del Virrey del Perú le ofrecieron que arreglarían los costos provocados por el corsario chilote, de modo que el capitán Bíllard decidió dejar partir al Quintanilla. Mainery, viendo una oportunidad, aprovechó de disparar sus cañones sobre el barco francés durante su zarpe nocturno, pero Bíllard reaccionó rápidamente y salió en persecución de Mainery, dándole alcance la mañana siguiente y apresándolo sin resistencia.
El capitán francés Bíllard llevó su presa a Valparaíso, entregando a la tripulación del corsario a las autoridades chilenas, así como entregando el buque Quintanilla en compensación al dueño del Vigie, mas el capitán se negó a entregar a Mainery, quien bajo acusación de piratería fue entregado al comandante de la división naval francesa en la costa del Pacífico de Sudamérica, quien lo remitió a Francia.
Estaba casado con Dolores Cerdeira cuando falleció en Málaga el 5 de febrero de 1845, de una congestión pulmonar, a los 60 años. Previamente, antes de su fallecimiento, otorgaría testamento ante el escribano Antonio Jerónimo Suárez en La Coruña el 22 de abril de 1837.